# カメレオンマン
『カメレオンマン』（原題: Zelig）は、1983年のアメリカ合衆国の映画。ウディ・アレンが監督・脚本・主演の三役を務めている。

## 概要
カメレオンのように周囲の環境に順応し、容姿までも変えてしまう能力をもつ男レナード・ゼリグ（ウディ・アレン）を、ドキュメンタリー調で描いた（モキュメンタリー）作品。意図的なモノクロ撮影、ニュース・フィルム、インタビューは、精神分析の事例を扱う記録といった形になっている。

## ストーリー
1920年代と1930年代を舞台にしたこの映画は、自分の行動や態度を周囲の人々のそれに合わせて変える能力を持つ、これといった特徴の無い男、レナード・ゼリグ（ウディ・アレン）が主人公である。彼を最初に目撃したのはあるパーティーでのF・スコット・フィッツジェラルドで、彼は、ゼリグが上品なボストン訛りで裕福な客たちと話し、彼らの共和党支持に同調していたかと思えば、使用人たちと厨房にいる間は粗野な口調になり、民主党支持者のようであったと語る。彼はすぐに「人間カメレオン」として国際的に有名になる。
目撃者への取材シーンの1つで、インタビューされる心理学者のブルーノ・ベッテルハイムは次のようにコメントする。
「ゼリグが精神病者なのか、それとも単に極度の神経症なのかという問題は、彼を診た医師たちの間で際限なく議論された。私が感じたのは、彼の感情は、いわゆる『よく適応した普通の人』と実際のところ、それほど変わらない、但し、その適応が極度に、過剰に行われているのではないかということである。私自身、彼は正に究極の順応者であると考えられると思った。」
精神科医のユードラ・フレッチャー博士 (ミア・ファロー) は、この奇妙な障害で入院したゼリグを助けたいと考える。彼女は催眠術を使った結果、ゼリグが余りにも強く承認を求めるため、周囲の人々に合わせて身体を変えてしまうということを発見する。 フレッチャー博士は最終的にゼリグの同化への衝動を治すが、逆方向の効果が過剰に出てしまい、短期間、彼は他人の意見に余りにも不寛容となり、その日の天気が良いか否かについてさえ口論してしまう。
フレッチャー博士は、自分がゼリグに恋をしていることに気づく。この事案がメディアで報道されたため、ゼリグもフレッチャーも当時の大衆文化の一部となる。しかし、その名声が彼らの不仲の主因となってしまう。多くの女性が、自分は彼と結婚し妊娠させられたと主張し、大きなスキャンダルとなった。ゼリグを英雄にしたのと同じ社会が彼を破滅させる。
ゼリグの病気が再発し、再度、回りに適応しようとするが、彼は姿を消してしまう。フレッチャー博士は、第二次世界大戦勃発前のドイツでナチスに協力していた彼を発見する。ゼリグは模倣する能力を再度使い、フレッチャーの飛行機操縦技術を模倣し、上下逆さまになりながらも大西洋を渡って帰国する。彼らは最終的にアメリカに戻り、そこで英雄として認められ、結婚して幸せな生活を送る。

## キャスト
- ウディ・アレン
- ミア・ファロー
- ジョン・バックウォルター
- マーヴィン・チャティノヴァ
- スタンレー・スゥェードロー
- ジョン・ロスマン
- ポール・ニーヴンス
- ハワード・エルスカイン
- ジョージ・ハムリン
- デボラ・ラッシュ